# 阿河 (河馬)
阿河（1982年－2014年12月29日），為台灣一隻著名河馬。原飼育於高雄市的私人動物園，該園倒閉後改由臺中市天馬牧場照顧。2014年12月，天馬牧場在搬運過程中發生意外，導致阿河喪生。
阿河之死引發台灣社會關注私人牧場動物、與展演性動物的福祉保障。立法院在社會關注下修正《動物保護法》、行政院農業委員會根據修正法案訂定《動物展演管理辦法》（舊稱《展演動物業設置及管理辦法》），以規範展演性動物。監察院發表調查報告，糾正政府機關的過失。臺中市政府對天馬牧場開出罰鍰五十萬元，天馬牧場隨後對臺中市政府提起訴訟，最終天馬牧場勝訴。

## 身世
早在1992年，阿河已在位於高雄、戴勝益所經營的「ㄅ一ㄅ一樂園」（又稱BB野生動物園）被展示，研判為走私進口。當時阿河名為「多多」。而後樂園經營不善，先後易手並易名為「大非洲動物園」，後復改名為「圓山自然動物園」，農業局曾前往勘查，發現園內動物境遇極不人道，屢傳傷亡事故。
直至2001年動物園歇業後，高雄縣政府將阿河委託臺中一私人動物園「天馬牧場」留置收容。有關阿河在1992年前的經歷，高雄縣政府則表示在其將阿河委託給天馬牧場後，就把相關資料銷毀，因此無從得知。
曾在ㄅ一ㄅ一樂園照顧過阿河的老員工林先生指稱，阿河剛到園內時大概小牛那般大。阿河在「ㄅ一ㄅ一樂園」期間曾有另一同伴，後因樂園輾轉易手且經營不善，因生活條件惡劣而斃命。戴勝益本人則以年代久遠為由不回應。

## 意外身亡
2014年，天馬牧場為整修阿河的水池，委託貨櫃車司機呂德興把阿河運至苗栗縣的大安溪附近。2014年12月26日，剛完成水池整修的天馬牧場，再次委託呂氏把阿河載回臺中市外埔區的水池。在呂氏下午行經苗栗縣苑裡鎮縣道121號時，大河馬自比本體身高還要高之貨櫃氣窗竄出，並向下撞擊到停靠路邊之車輛，緊接摔落地面受傷，且產生淚流滿面之相。其受傷畫面經新聞傳播後，成為台灣全國視覺焦點。隔日臺中市農業局請來吊車協助移置阿河，途中又因吊掛繩索斷裂，致裝載河馬之貨櫃箱櫃直摔地面，令阿河再度受傷。
12月29日，臺中市農業局與天馬牧場證實阿河死亡，推估死亡時間為上午6點30分。阿河的遺體隨後轉運送至臺北市立動物園解剖。據日後園方的解剖報告表示，阿河受外力撞擊而導致橫膈膜破裂、肺臟也掉到腹腔、同時還有胃腸出血、胸椎骨折等徵狀。在多重傷害下致死。
經行政院農委會、臺中市政府農業局、天馬牧場三方討論後，阿河遺體已於2015年1月20至21日在臺北市立動物園以火化處理，並暫存放於園內紀念火化動物的「獸魂碑」，之後則須依照醫療廢棄物方式掩埋。

### 河馬的眼淚
有許多媒體將阿河的流淚歸因於搬運所造成的苦痛。新竹市政府產業發展處代理處長、台灣動物園暨水族館協會監事洪明仕則表示河馬哺乳類動物有淚腺、也會流淚，但不能直接解釋流淚的原因。這是因為眼淚也可能是眼部及臉部的分泌物。

## 社會迴響
在阿河摔車、以及身世陸續揭露後，很快就引發國內外關注。包括日本時報、歐洲新聞台、NHK都做了相關報導。臺灣的動保人士與立法委員先後向政府提出改善建議。例如社團法人中華民國保護動物協會聯合田秋堇要求政府盡快通過《動物保護法》針對展演動物的修正條款、立刻清查全台動物展演產業、針對特殊物種訂定規範、並清查天馬牧場其他動物、並勒令停業。
偶像劇《惡作劇之吻》導演瞿友寧在個人臉書表示阿河事件為「對動物不友善環境的反省」、並認為這一切是「人為過失」；劇中演員林依晨與汪東城則在微博上表示希望人類能善待動物。臺中市長林佳龍則表示「阿河可能不是個案」，將徹查天馬牧場有無其他違規、並全面解決，若業者觸犯野生動物保護法相關規定，也將對業者裁罰。

## 立法修正
阿河事件促成立法院修正《動物保護法》、以及行政院農業委員會制定《動物展演管理辦法》（舊稱《展演動物業設置及管理辦法》）。
立法院於2015年1月23日修正並三讀通過《動物保護法》，計增訂10條、修正16條條文，並於同年2月4日由總統公布。蕭美琴於院會時發言：「我們加重了虐待動物的處罰，並新增了展演動物業的管理法源，讓阿河的眼淚沒有白流。」王育敏亦發言：「這次我們也看到將展演動物入法，以後經營展演動物的業者都要向主管機關申請執照，透過這樣的方式可以讓阿河的悲劇不再發生。」
2015年通過的《動物保護法》在第6-1條要求行政院制定展演動物業的相關規範。行政院農業委員會根據此條制定《展演動物業設置及管理辦法》，並於2016年2月5日發布全文並即日實行。
後來，立法院發現實務上《動物保護法》規範的「展演動物」與「展演動物業」僅適用於少數馬場。為確保國內各個公開場域進行展演的動物受到良好照顧、並提升業者及相關人員的專業能力，以避免類似阿河事件重蹈覆轍，立法院遂於2018年5月22日再次修正並三讀通過《動物保護法》，並於同年6月13日由中華民國總統公布。2019年9月26日，農委會跟隨修法，發布修正後的辦法、並更名為《動物展演管理辦法》。
2024年7月29日，農委會再度發布《動物展演管理辦法》的修正條文。

## 司法裁判
臺中高等行政法院一○四年度訴字第二○二號判決
臺中市政府認為阿河的收容人(即飼主兼天馬牧場負責人張俊結)沒有對牠提供妥善之照顧，即違反動物保護法(下簡稱動保法)第五條第二項第五款之規定，乃按同法第二十五條第一項第一款(參考下表)，向阿河的收容人處新台幣500,000元最高度之罰鍰(參考府授農保字第1030271542號函附裁處書)。張某不服提起訴願。
行政院農業委員會訴願審議委員會104年4月21日農訴字第1040704293號訴願決定書
1. 飼主於運送過程中未妥善照顧阿河？
訴願人（即飼主）主張：
- 其飼養河馬已有13年經驗，飼養期間阿河未有跳動情形，理論上阿河無法由通氣窗口跳出。
- 出發前，阿河的情緒並無不穩，且飲食狀況良好。
- 運送路程僅約15公里，飼主另交待司機須保持低速行駛並遠離顛簸路段。
- 案發後，即聯絡獸醫師前往處置、治療，並積極尋求各界協助，且治療過程與需求皆按照專家之建議進行，並非如媒體與網路所言。

原處分機關（即臺中市政府）答辯：
- 案發後2小時現場皆無專業人員看顧及專業獸醫師治療，縱使張氏聯絡獸醫師到場，也沒有進行任何積極診斷及治療。隔日（2014年12月27日）上午才由臺中市政府動物保護防疫處與中興大學高如栢教授（野生動物疾病專家）到場診斷，並由林務局向臺北市立動物園諮詢。
- 依據臺北市立動物園表示，運送河馬等大型動物應降低其對環境敏感度，箱籠須固定於車上，空間不能大到可轉身以免移動影響行車安全，運送前應勘查路線，請求警察開道或管制燈號，也要有獸醫、保育員陪同，給予適度餵食或灑水。

訴願審議委員會認定：
- 運送阿河之司機呂氏未受有動物相關知識技能訓練，加上運送過程未配置隨行人員，僅由呂氏一人同時駕駛車輛及照顧阿河（參考苗栗縣政府警察局苗栗分局社苓派出所103年12月26日調查筆錄）。
- 阿河摔落經麻醉後，張氏將其安置於沒有水池之貨櫃內，僅以淋水、打止痛針方式照護（參考103年12月27日現場稽查照片及相關報紙）。
- 因此，飼主於運送過程中確實未妥善照顧阿河，其客觀上應可知阿河已為受傷，卻未積極尋求相關專業人員或專業獸醫師前往診治及看顧，任由阿河傷重致死，違反動物保護法第五條第二項第五款之規定，應依同法第二十五條第一項第一款(參考下表)予以裁處50萬元罰鍰。訴願決定駁回。

張某遂提起訴訟，臺中高等行政法院的三位林法官秋華、莊法官金昌、劉法官錫賢於2015年9月24日作出判決：「(第一行)訴願決定及原處分均撤銷。(第二行)訴訟費用由被告負擔。」原告張氏勝訴、被告臺中市政府敗訴。
| (2011年6月29日公布)動保法條號 | 條文 |
| ----------------------------- | --- |
| 第五條第二項第五款            | 飼主對於其管領之動物，應依下列規定辦理：五、提供其他妥善之照顧。 |
| 第二十五條第一項第一款        | 有下列情事之一者，處新臺幣十萬元以上五十萬元以下罰鍰，並得公布其姓名、名稱或照片：一、違反第五條第二項或第六條規定，故意使動物遭受虐待或傷害，致動物肢體嚴重殘缺、重要器官功能喪失或死亡。 |

首先，主管機關適用本條款處飼主罰鍰時須合法適當，而合法之要件有飼主對於其管領之動物，1.未提供妥善照顧。2.主觀上具有故意使動物受虐待或傷害，客觀上導致其肢體嚴重殘缺、重要器官功能喪失或死亡；適當之要件須視個案具體情狀下判斷。
1. 原告得預見阿河因長時間處於不當環境，造成壓力、緊張感，而衝撞、破壞貨櫃之可能，仍投機取巧使用簡陋貨櫃車為運送？
討論一：
- 野生河馬之平均壽命約35歲、圈飼河馬之壽命長約四十至五十歲，阿河年約三十二歲算是高齡，他的性情平和、經常接觸人群，不易受到外界驚擾。依臺北市立動物園野生動物死亡解剖書「外觀症狀」：營養狀況良好，阿河生活在八乘以八(單位:公尺)的不規則圓形水池裡，或是十五乘以二十(單位:公尺)的陸地上。
- 被告認為是原告嚴重疏忽(即過失)致生死亡結果。
- 原告主張縱使有疏忽，也絕無故意虐待，更無故意致其死亡。
- 法院認定原告無法成立故意。

討論二：
- 貨櫃有氣窗，通風且採光佳，大小適中。同樣方式載運阿河共有5次:1.2001年收容時，自高雄載運至臺中后里馬場附近。2.2006年，自臺中后里馬場附近載運至臺中外埔區大分里。3.2013年2月，自外埔區大分里載運至水美里。4.2014年12月23日水池整修時，自水美里暫遷至苗栗縣通霄鎮坪頂里水池。5.2014年12月26日水池整修完畢時，自苗栗縣通霄鎮坪頂里水池遷回水美里(跳車受傷)。
- 原告主張前四次皆安然無恙，第5次運送前還口頭提醒證人(即第4、5次負責來回載運之司機)車開慢一點，注意阿河的安全。
- 法院認定原告有過失，因其未依「動物運送管理辦法」之規定，妥善照顧阿河，但仍無法成立本條款之故意。

討論三:
- 被告於事發前(2014年12月26日)曾至天馬牧場稽查(2012年-2015年7月13日)共36次，並開立11張勸導單，命原告限期改善環境以妥善照顧動物；事發後有32次稽查。
- 被告認為原告顯然未聽從勸導，有傷害阿河之故意。
- 法院發現事發前之稽查紀錄均與「貨車載運阿河」無關，無法證明原告有虐待或傷害阿河之故意；至於事發後之稽查，當然無由作為阿河生前受有飼主虐待或傷害之故意之證明。

2. 原告惡意延誤治療？
- 第一時間(三十分鐘內)是苗栗縣動物保護防疫所派2名獸醫師到場診療。
- 接著，兩個半小時內天馬牧場之特約獸醫師陳家鑫抵達現場，於審理時證述:「當天我在新社，受臺中市政府動保處簽約巡迴替狗貓注射疫苗，從早上10點到下午3點，大約3點我快做完，原告打電話給我，他用手機打電話給我，他說河馬在苗栗縣掉落地面，要我去處理，我跟他講要準備麻醉劑，因我沒有大動物麻醉劑，我說要調大型動物麻醉劑，我有騎機車到動保處，但我沒有自己騎車去山區，所以我要坐動保處他們的車返回臺中，詳細時間沒有記，因為事情很緊急，我回到動保處那裡，我馬上騎我的機車，我向同業調麻醉劑，原告叫我坐計程車趕過去。……現場有很多人，苗栗縣動物保護防疫所到現場有兩個獸醫，說學長學長打了兩針從注射筒噴出來，我第1次打河馬麻醉劑，因肩胛骨部位很厚，兩個獸醫用19號針打不進去，我從小腿摺皺處打進去，打了大概十分鐘後河馬比較沒有那麼暴躁，慢慢用吊車吊上貨車。當時是冬天，天色比較昏暗，我沒有帶錶，我講的時間是夏天的時間，可能不是七、八點。此為當天的狀況。我在新社時原告就打了兩、三通電話給我，我本來不想要接這個案子，我沒有多大的把握。」
- 案發時間約為下午02時50分，配合獸醫師陳家鑫之證言，「約3點我快做完，原告打電話給我......」等語。
- 法院認定原告無延誤治療之惡意。

3. 原告草率以貨櫃吊放方式，致貨櫃之卡榫斷裂，使阿河從高空摔落而二度重創，有傷害之故意？
- 中興大學獸醫教學醫院高如醫師初步診斷及建議：「河馬四肢受傷需以浮力減輕負擔，應盡速入水池。受傷部分先行止痛、外觀外傷不嚴重，但受傷後無法翻身，已維持趴臥姿式12小時以上，為避免壓迫肢體導致神經受損，應盡快入池。」
- 證人怪手司機於偵查中：「貨櫃斷掉時，河馬在貨櫃內，沒有掉出來。」
- 動物保護檢查員現場稽查紀錄：「13:30進行運送及入池，位於大甲溪旁魚塭，河馬入池後可自行游泳及潛水，精神狀況良好。」
- 原告主張:為爭取救護時效，固打算以貨櫃載往臺中市后里區大甲溪旁之魚塭，惟通往魚塭之道路狹小，貨車無法進入，遂以兩台堆高機一前一後將貨櫃端至水池旁，再以怪手吊掛貨櫃放入水池。不料怪手四邊之卡榫有一邊因老舊而斷裂，所幸貨櫃離地僅約一公尺。
- 被告陳報十四張照片，前7頁為阿河第一次與第二次摔落後之紀錄、後7頁為案發後之照片。
- 法院認定原告有未注意之過失，這些照片均無法證明阿河生前受有原告虐待或傷害之故意。

### 最高行政法院一○五年度判字第七十八號判決(最終審)
臺中市政府不服臺中高等行政法院撤銷訴願決定及原處分，遂向最高行政法院提起上訴，經五位侯法官東昇、江法官幸垠、沈法官應南、楊法官得君、闕法官銘富於2016年2月25日作出判決：「(第一行)上訴駁回。(第二行)上訴審訴訟費用由上訴人負擔。」上訴人臺中市政府敗訴、被上訴人張氏勝訴。
| (2011年6月29日公布)動保法條號 | 條文 |
| ----------------------------- | --- |
| 第五條第二項第四款及第五款    | 飼主對於其管領之動物，應依下列規定辦理：......四、避免其遭受惡意或無故之騷擾、虐待或傷害。五、提供其他妥善之照顧。                                                                         |
| 第二十五條第一項第一款        | 有下列情事之一者，處新臺幣十萬元以上五十萬元以下罰鍰，並得公布其姓名、名稱或照片：一、違反第五條第二項或第六條規定，故意使動物遭受虐待或傷害，致動物肢體嚴重殘缺、重要器官功能喪失或死亡。 |

1. 動物保護法第五條第二項第四款及第五款、同法第二十五條第一項第一款之定義與適用？
- 行政院農業委員會、直轄市政府或縣（市）政府適用動物保護法第二十五條第一項第一款時，須飼主有同法第五條第二項第四款或第五款之行為，且造成「故意使動物遭受虐待或傷害，致動物肢體嚴重殘缺、重要器官功能喪失或死亡」之結果。
- 動物保護法第五條第二項第四款與第五款為各別獨立之要件。
- 法院認為被上訴人固違反行政法上之義務（即動物保護法第五條第二項第五款、動物運送管理辦法），惟上訴人於原審提出之證據均無法證明被上訴人有何使動物遭受虐待或傷害之故意，是不構成動物保護法第二十五條第一項第一款之合法處分要件。

2. 原判決有不適用法規或適用不當之違誤？
- 103年12月29日府授農保字第1030271542號函附裁處書以動物保護法第五條第二項第四款為法律依據，裁處被上訴人新台幣500,000元罰鍰，被上訴人不服，提起訴願，經訴願決定駁回。訴願決定機關以「本件訴願人運送系爭河馬未給予妥善照顧，自屬違反動物保護法第五條第二項第五款規定，原處分機關卻以違反動物保護法第五條第二項第四款規定，即屬未妥，惟對於應依同法第二十五條第一項第一款規定予以裁處50萬元罰鍰之結果，並無二致」為由，更替法律依據，維持原行政處分。
- 上訴人主張：依訴願法第79條第2項，認為訴願決定機關所以維持原行政處分，意指理由雖屬不當，但具同樣裁處50萬元罰鍰之結果，業已治癒原行政處分之瑕疵（即適用法律依據有誤），原判決對此未予斟酌，有不適用法規或適用不當之違誤。
- 法院認為無論上訴人係依動物保護法第五條第二項第四款或第五款為其法律依據，對於適用動物保護法第二十五條第一項第一款，實無法符合該條項之要件，原判決並無不適用法規或適用不當之違誤。

## 監察院報告
監察院為瞭解相關主管機關平時對於保育類野生動物之查核，以及是否善盡珍貴稀有動物之保育、照護、醫療、管理之責，特指派劉德勳、林雅鋒、江綺雯調查。2015年10月7日，監察院公布調查報告，對臺中市政府與行政院農業委員會表列各大疏失與改進之道。

### 臺中市政府之缺失
針對臺中市政府，監察院提出兩大疏失：一是執行野生動物保育查核作業淪為形式、二是針對意外處理採取消極態度。
針對查核作業，監察院發現儘管臺中市政府依法辦理四次實地查核，卻沒注意「未經許可不得對外展示」的阿河參與電視劇演出、也沒注意網路有流傳天馬牧場以阿河為招攬重點。在天馬牧場未依規定變更阿河的飼養地點時，臺中市政府僅予告誡而未裁罰：查核阿河時，也沒確實追蹤其下落。直到意外發生才掌握下落。監察院據此認定臺中市政府未落實執行野生動物保育查核作業，使天馬牧場得以「極盡敷衍」的說詞規避查核。
針對意外處理，監察院發現臺中市政府在阿河摔傷後，臺中市政府以無權至苗栗縣處理、和天馬牧場已請獸醫師到場診療為由，並無派人查核阿河的狀況。監察院對此指出，臺中市政府有法律義務，親自前往出事地點處理事件。並將臺中市政府的行為形容為「怠忽職守」。
監察院隨後要求臺中市政府落實執行保育類野生動物救傷的查核作業、建立救傷標準作業程序。

### 行政院農業委員會之缺失
監察院認為農委會未即時督請臺中市政府辦理現場查核、也未即時告知水療建議，使公權力不彰，為農委會的違失。
監察院指出，農委會獲報阿河摔傷後，很快就與臺北市立動物園討論後續處理。園方表示應由臺中市政府與國立中興大學獸醫學院提供專業診治、並建議對阿河進行水療。然而當臺中市政府未立即派員時，農委會也沒有依法督導前者派員查核。使得阿河從26日受傷直到27日接受水療，已逾24小時。。
監察院要求農委會要研議野生動物的運送管理強度和分級、建立野生動物檢查人員制度、還有加強輔導飼主之法治及生命教育觀念、並依法落實查核制度。

## 參與演出
- 《你照亮我星球》
- 《愛玩客》（土耳其籍藝人吳鳳所主持的外景節目）2012年2月16日我很醜但我很溫柔單元
- 《惡作劇之吻》[33]

### 腳註
1. 1 2 3 4  謝梅芬; 王昭月; 陳秋雲; 余采瀅. . 聯合報.   [2014-12-30]. （原始内容存档于2014-12-30） （中文（臺灣））.
2. 1 2 3 4 5  臺中高等行政法院 2015.
3. ↑  黃憬真. . 鉅亨網. 2014-12-30.
4. ↑  黃國鈞. . TVBS新聞網. 2014-12-30  [2024-09-05]. （原始内容存档于2020-12-01）.
5. ↑  .   [2014-12-29]. （原始内容存档于2015-11-21）.
6. ↑  . 文匯報.   [2014-12-29]. （原始内容存档于2016-03-04）.
7. ↑  . ETtoday新聞雲.   [2014-12-29]. （原始内容存档于2016-03-27）.
8. ↑  .   [2015-01-21]. （原始内容存档于2016-03-27）.
9. ↑  王慧瑛. . 聯合報.   [2014-12-29]. （原始内容存档于2014-12-30）.
10. 1 2  . 大紀元.   [2016-12-30]. （原始内容存档于2018-01-30）.
11. ↑  . 中央社 CNA. 2014-12-27.
12. ↑  何宜. . 社團法人中華民國保護動物協會. 2014-12-29.
13. ↑  廖壬楷. . 中央社 CNA. 2014-12-27.
14. ↑   (PDF).   [2017-02-08]. （原始内容存档 (PDF)于2017-02-11）.
15. ↑  .   [2018-08-11]. （原始内容存档于2018-08-11）.
16. ↑   (PDF).   [2017-02-08]. （原始内容存档 (PDF)于2017-02-11）.
17. ↑   (PDF).   [2017-02-08]. （原始内容存档 (PDF)于2017-02-11）.
18. 1 2 3  . 全國法規資料庫. 法務部.
19. ↑   (PDF).   [2018-08-11]. （原始内容存档 (PDF)于2018-08-11）.
20. ↑   (PDF).   [2018-08-11]. （原始内容存档 (PDF)于2018-08-11）.
21. ↑  .   [2018-08-11]. （原始内容存档于2018-08-11）.
22. ↑  監察院 2015.
23. ↑  監察院 2015，第2頁.
24. 1 2 3  監察院 2015，第4頁.
25. 1 2  監察院 2015，第3頁.
26. ↑  監察院 2015，第5頁.
27. 1 2  監察院 2015，第6頁.
28. ↑  監察院 2015，第8頁.
29. ↑  監察院 2015，第9-10頁.
30. ↑  監察院 2015，第10頁.
31. ↑  監察院 2015，第13頁.
32. ↑  監察院 2015，第15頁.
33. ↑  .   [2017-02-08]. （原始内容存档于2018-04-14）.

### 來源
- 臺中高等行政法院. . 司法院. 2015-09-24.
- 監察院. . 2015-10-07.
- 最高行政法院. . 司法院. 2016-02-25.